# Ósteno, o Barrigudo
Ósteno, o Barrigudo (em nórdico antigo: Östen Beli), também conhecido como Agostinho, o Mal Governante ou Agostinho, o Malfeitor (em nórdico antigo: Eysteinn inn illráði), foi um rei lendário sueco de existência duvidosa. Segundo a Saga de Hervör, era filho de Haroldo Dente de Guerra. Era o último rei da dinastia lendária de Ivar Braço Longo e morreu no fim do século VIII.
A tradição diz que, no tempo de Ósteno, o Barrigudo, era adorada em Upsália uma vaca chamada Sebelja. Esta vaca mágica aterrorizava e afugentava todos aqueles que atacavam Ósteno, garantindo assim a segurança dos Suíones. Segundo a Saga dos Inglingos, o território dos Suíones foi atacado por forças navais dinamarquesas e norueguesas, tendo Ósteno, o Barrigudo morrido às mãos de Sölve.